# Ксені Жарден
Ксені Жарден (уродж. Дженніфер Гемм, (5 серпня 1970 , Ричмонд )) — американська блогерка, коментаторка цифрових медіа та журналістка з питань технологічної культури. Стала відомою під час ведення спільного блогу Boing Boing, співавторства Wired Magazine і Wired News та на роботі кореспондентки шоу Day to Day на National Public Radio. Працювала запрошеним коментатором з питань нових технологій для таких телевізійних мереж, як PBS NewsHour, CNN, Fox News, MSNBC та ABC.

## Життєпис та діяльність
Дженіфер Гемм народилася 1970 року в Ричмонді, штат Вірджинія, 5 серпня 1970 року. Її батько, художник Гленн Б. Гемм-молодший, помер у серпні 1980 року від бічного аміотрофічного склерозу. Вона пішла з дому в 14-річному віці, але продовжувалася навчатися в школі в Ричмонді. Її брат, Карл М. Гамм, зберіг їхнє прізвище, відомий як диск-жокей із Ричмонда, штат Вірджинія, виступає під сценічним псевдонімом «DJ Carl Hamm» (раніше «DJ Carlito»).
Раніше Жарден заявляла, що віддає перевагу імені «Ксені Жарден», а не власному імені. «Xeni» є скороченням від «Xeniflores», тоді як «jardin» — іспанське та французьке слово, що означає «сад». У травні 2021 року Жарден заявила, що це ім'я їй дав хтось, хто знущався над нею, і тепер вона повертається до використання свого офіційного імені.
До того, як стати журналісткою, працювала редактором сайту туристичного агентства «Traveltrust», потім керівником відділу корпоративних вебтехнологій у «Latham & Watkins», а потім працювала в «Quaartz», стартапі зі створення інтернет-календарів.
Її журналістська кар'єра розпочалася в 1999 році, коли працювала в Silicon Alley Reporter з Джейсоном Калаканісом, спочатку редакторкою, а потім віце-президентом материнської компанії Silicon Alley, Rising Tide Studios. У 2001 році стала незалежним автором для Wired та інших журналів, а в 2002 році почала писати в Boing Boing після того, як Марк Фрауенфельдер зустрів її на вечірці і запросив у співредактори. Жарден писала Op-ed для Нью-Йорк таймс та Лос-Анджелес Таймс. Ксені Жарден була основним джерелом статті в Ейдж, в якій розповідалося про культурну актуальність статей Вікіпедії,, а також джерелом статті в Нью-Йорк таймс, в якій обговорювалася участь Boing Boing у створенні інтернет-мему літаючого макаронного Монстра (Flying Spaghetti Monster).
Жарден також займається теле- та радіотворчістю. У 2003 році вона почала брати участь у сегменті «Xeni Tech» для шоу Day to Day на NPR і з'явилася як гість на NewsHour з Джимом Лерером, щоб обговорити рішення Вашингтон пост видалити їхній розділ коментарів (також Boing Boing). Ксені виступала на CNN, Fox News, MSNBC та ABC World News Tonight, і також взяла участь у шоу Pods and Blogs на BBC Radio 5, де обговорювалася її робота в Boing Boing. Жарден працювала ведучою та виконавчим продюсером серії відео Boing Boing, що одержала премію Веббі. «Boing Boing Video» (початкова назва «Boing Boing TV») спочатку пропонувався виключно на рейсах «Virgin America» у 2007 році. Поряд з тематикою технологій та культури, з 2007 року Жарден висвітлює злочини під час громадянської війни в Гватемалі.
У 2008 році Жарден працювала виконавчим продюсером вебсеріалу SPAMasterpiece Theater. Кожен епізод показує драматизацію спаму в електронній пошті, тоді як у пізніших епізодах гуморист Джон Ходжман драматизує прочитання спаму в електронній пошті. У третьому епізоді «Пісня про кохання Ксенії» Жарден читає власний спам в електронній пошті.
Суперечка в червні 2008 року з приводу того, що Ксені Жарден видалила із загального перегляду всі дописи та посилання, пов'язані з секс-блогеркою Вайолет Блю, після розриву призвела до дискусій про журналістську етику і дотримання стандартів та медійну прозорість.
1 грудня 2011 року Ксені Жарден оприлюднила в прямому ефірі результати свого першого аналізу на мамографі, який підтвердив позитивний діагноз раку молочної залози. Після лікування та одужання Жарден стала відвертим прихильником Закону про доступне лікування у США.
У 2012 році Жарден стала одним із перших прихильників Фонду свободи преси. У грудні 2016 року, після суперечки з Джуліаном Ассанжем щодо передбачуваних стосунків між WikiLeaks та кампанією Трампа, вона вийшла з правління, посилаючись на стан здоров'я. У лютому 2021 року Жарден залишила Boing Boing.